# 2021年松江市長選挙
2021年松江市長選挙（2021ねんまつえしちょうせんきょ）は、2021年（令和3年）4月18日に執行された松江市長を選出するための選挙。
投開票の結果、無所属新人の上定昭仁が当選した。

## 概要
現職の松浦正敬の任期満了に伴う市長選挙。2018年に中核市に移行してから初めて行われる選挙である。
旧松江市時代の2000年から市長を務める松浦が今期限りでの退任を表明したことから21年ぶりに新人同士での選挙戦となった。
各党の対応は、自民党、公明党、国民民主党は、元日本政策投資銀行松江事務所長の上定昭仁の推薦を決定した。共産党は元松江市議の吉儀敬子を擁立した。このほか、元松江市議で自民党系の会派に所属していた出川桃子が立候補した。

## 選挙データ

### 告示日
- 2021年（令和3年）4月11日

### 執行日
- 2021年（令和3年）4月18日
  - 期日前投票:4月12日 - 4月17日

### 同日選挙
- 松江市議会議員選挙（4月11日 告示）

## 立候補者
3名、届け出順。
| 候補者名（読み）               | 年齢 | 党派                                       | 肩書き                         |
| ------------------------------ | ---- | ------------------------------------------ | ------------------------------ |
| 上定昭仁 （うえさだ あきひと） | 48   | 無所属 （自民党・公明党・国民民主党 推薦） | 元日本政策投資銀行松江事務所長 |
| 吉儀敬子 （よしぎ けいこ）     | 70   | 日本共産党                                 | 元松江市議会議員               |
| 出川桃子 （でがわ ももこ）     | 43   | 無所属                                     | 元松江市議会議員               |

### 立候補者のホームページ
- 上定昭仁 - https://www.uesada.com/
- 吉儀敬子 - なし
- 出川桃子 - https://www.degawa-momoko.jp/

## 選挙のタイムライン
- 2020年
  - 12月7日 - 現職の松浦正敬が市議会で退任を表明[1]。
  - 12月26日 - 上定昭仁が出馬表明[2]。
- 2021年
  - 1月14日 - 出川桃子が出馬表明[3]。
  - 3月19日 - 吉儀敬子が出馬表明[4]。
  - 4月11日 - 告示。
  - 4月18日 - 投開票。

## 選挙結果
- 当日有権者数：164,136人（男 77,594人 / 女 86,542人）
- 投票者数：98,876人（男 46,050人 / 女 52,826人）
- 投票率：60.24%（男 59.35% / 女 61.04%）
  - 前回比：+2.58%（男 +2.37% / 女 +2.77%）

※当日有権者数：164,136人 最終投票率：60.24%（前回比：＋2.58pts）
| 候補者名 | 年齢 | 所属党派   | 新旧別 | 得票数   | 得票率 | 推薦・支持                         |
| -------- | ---- | ---------- | ------ | -------- | ------ | ---------------------------------- |
| 上定昭仁 | 48   | 無所属     | 新     | 61,534票 | 62.83% | （推薦）自民党、公明党、国民民主党 |
| 出川桃子 | 43   | 無所属     | 新     | 30,426票 | 31.07% |                                    |
| 吉儀敬子 | 70   | 日本共産党 | 新     | 5,974票  | 6.10%  |                                    |